# 埃斯珀朗日
埃斯珀朗日（法語：Hesperange，法語發音：[ɛspəʁɑ̃ʒ]），又译埃斯佩朗日，是卢森堡南部的一个市镇，位于卢森堡城东南。 
埃斯珀朗日是斯威夫特足球俱樂部的所在地，斯威夫特足球俱樂部是一家比赛于盧森堡國家足球聯賽的足球俱乐部。俱乐部的主场比赛在Alphonse Theis球场。他们曾一度赢得卢森堡杯（1989–90赛季）。 
埃斯珀朗日城堡，其历史可追溯到13世纪，现已成为废墟。
埃斯珀朗日有一个名为Hesper Park的公园，该公园设有纪念馆，纪念1944年12月26日在突出部之役期间在附近的阿尔泽特河桥梁上发生的坦克事故中丧生的三名美国士兵。 

## 照片

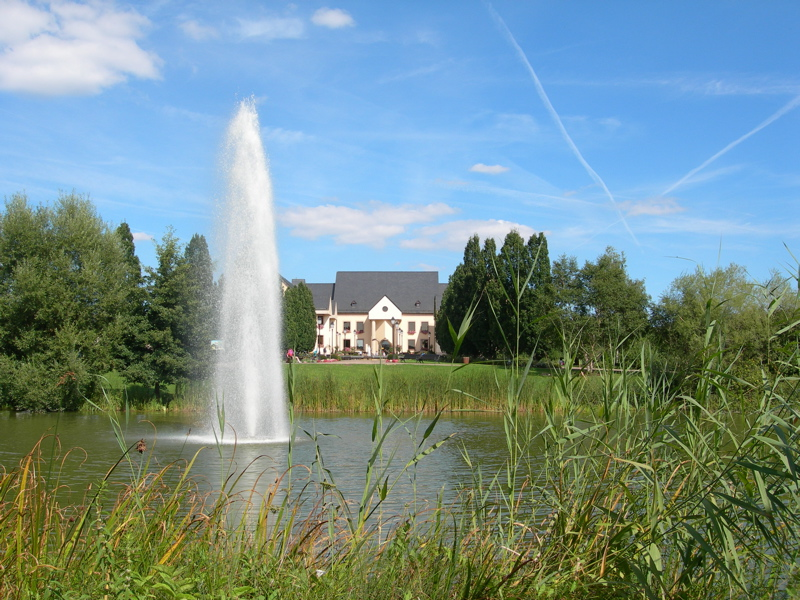
市政大厦
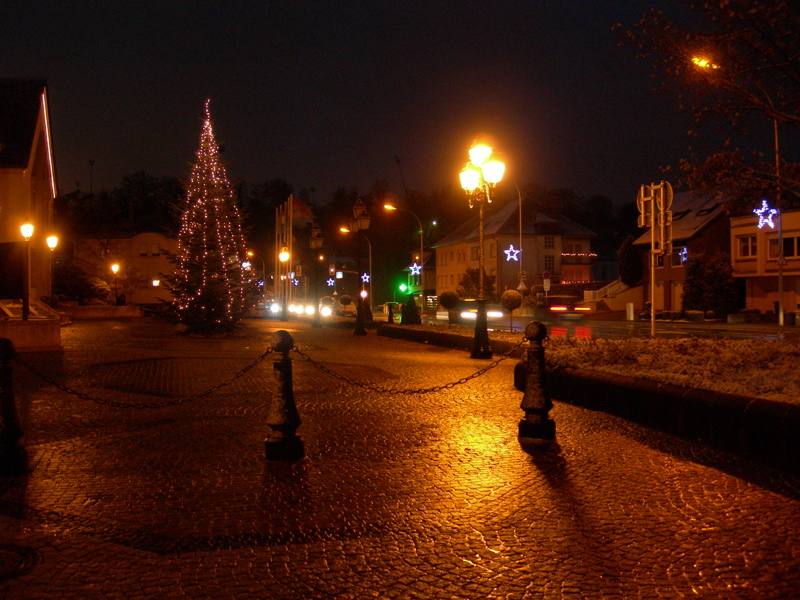
晚上的埃斯珀朗日
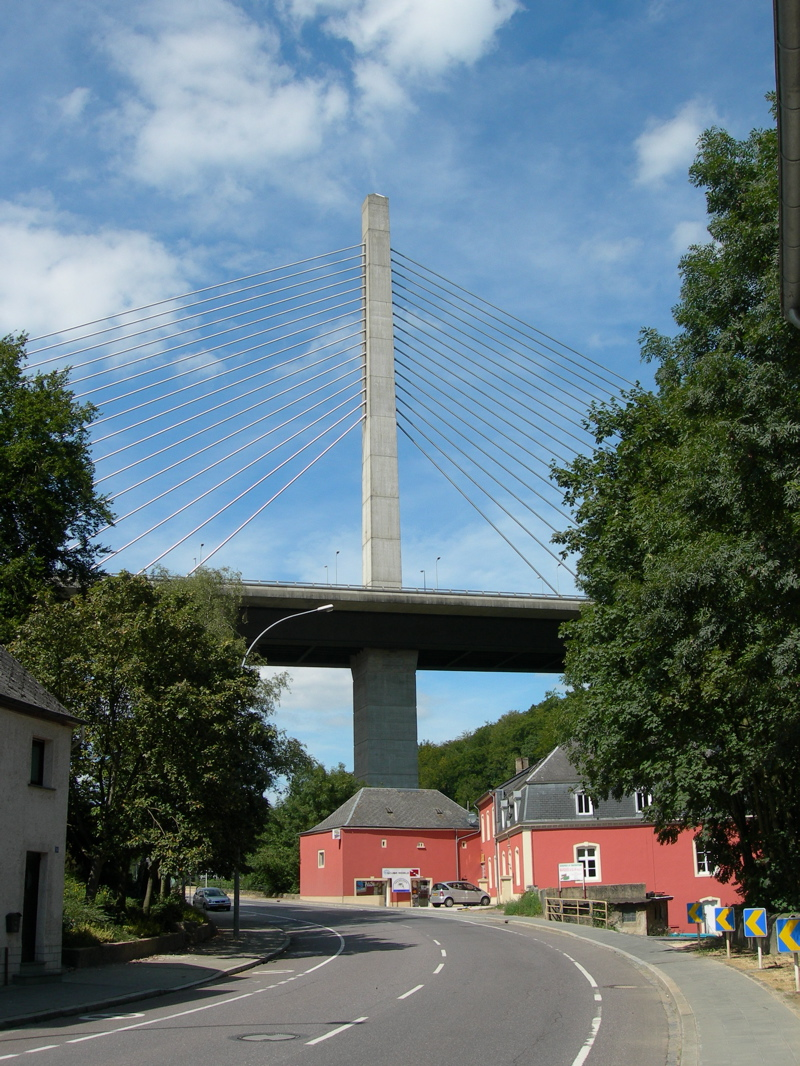
公路桥

## 姊妹城市
埃斯珀朗日与下列城市为友好关系：
- 德国 马尔欣
- 匈牙利 賽倫奇